# Хангилайский хребет
Хангила́йский хребе́т — горный хребет в Забайкальском крае России, начинающийся в низовьях левобережья реки Иля и продолжающийся в правобережье реки Ага до её впадения в Онон.

## География
Хребет имеет протяжённость 190 км, максимальная ширина достигает 35 км. Высоты хребта уменьшаются с 1100—1200 м на юго-западе до 600—900 м на северо-востоке. Максимальная высота — 1293 м.
Северо-восточное окончание хребта, где высоты снижаются до 600—900 м, носит название Уронай. В районе истока реки Урдо-Ага от хребта отходит отрог, известный как Агинский хребет, соединяющийся с Могойтуйским хребтом.
Рельеф хребта среднегорный и низкогорный, наиболее крутые склоны приурочены к речным долинам. В вершинной части сохранились фрагменты исходной поверхности выравнивания. Основные ландшафты района — горные степи и лесостепи.